# Вень Тун
Вень Тун (文同, 1019 —1079) — китайський художник, поет, каліграф часів династії Сун, представник руху «веньженьхуа» — «живопис интелектуалів».

## Життєпис
Народився 1019 року у м. Юнтай в Цзидуні. Отримав домашню освіту. Пройшов усі ступені іспитів й 1049 року успішно склав імператорський іспит, отримавши вищу вчену ступінь цзіньши. Він отримав посаду губернатора Хучжоу, де провів більшу частину життя. Тут затоваришував з відомим поетом та художником Су Ши, а згодом з Мі Фу. Разом вони стали учасниками особливого руху «живопису інтелектуалів». Це був різновид мистецтва, абсолютно вільний від академічних канонів. Наприкінці життя — 1078 року — був викликаний імператором Шень-цзуном до столиці Кайфена, де отримав посаду юаньвайлана в Управлінні почесних титулів, а потім став цзяолі в Таємних палатах. Сконав Вень Тун 1079 року у Кайфені.

## Мистецтво
Вень Тун став засновником особливого художнього стилю. До цього стилю відноситься монохромне зображення бамбука. Саме зображеню бамбука присвячено більшість сувоїв митця.
Його каліграфічні праці натепер втрачені.

## Літературна діяльність
Здебільшого Вень Тун писав ліричні вірші, своєрідні елегії, які були присвячені повсякденних питанням, опис побаченого. Серед відомих поем є «Життя у деревні» та «Золотиста мавпа» (присвятив своїм улюблинцям).